# Première bataille de l'Isonzo
Première Guerre mondiale
Batailles
- Première bataille
- Deuxième bataille
- Troisième bataille
- Quatrième bataille
- Cinquième bataille
- Sixième bataille
- Septième bataille
- Huitième bataille
- Neuvième bataille
- Dixième bataille
- Onzième bataille
- Douzième bataille

Le 23 juin 1915, lors de la Première Guerre mondiale, les Italiens ouvrent la première des douze batailles de l'Isonzo face à l'Autriche-Hongrie. Pour l'Italie l'objectif est la conquête de la ville de Trieste, principal port autrichien sur la mer Adriatique. Les Autrichiens peuvent compter sur une meilleure qualité d'armement, notamment sur des pièces d'artillerie plus puissantes, mais ils sont en infériorité numérique par rapport aux Italiens. Cependant la guerre de montagne donne un grand avantage aux défenseurs par rapport aux assaillants. Ceci explique l'attitude passive de l'armée austro-hongroise qui, jusqu'en 1917, se contente de défendre ses positions, sans mener d'attaques d'envergure.

## Le déroulement de la bataille

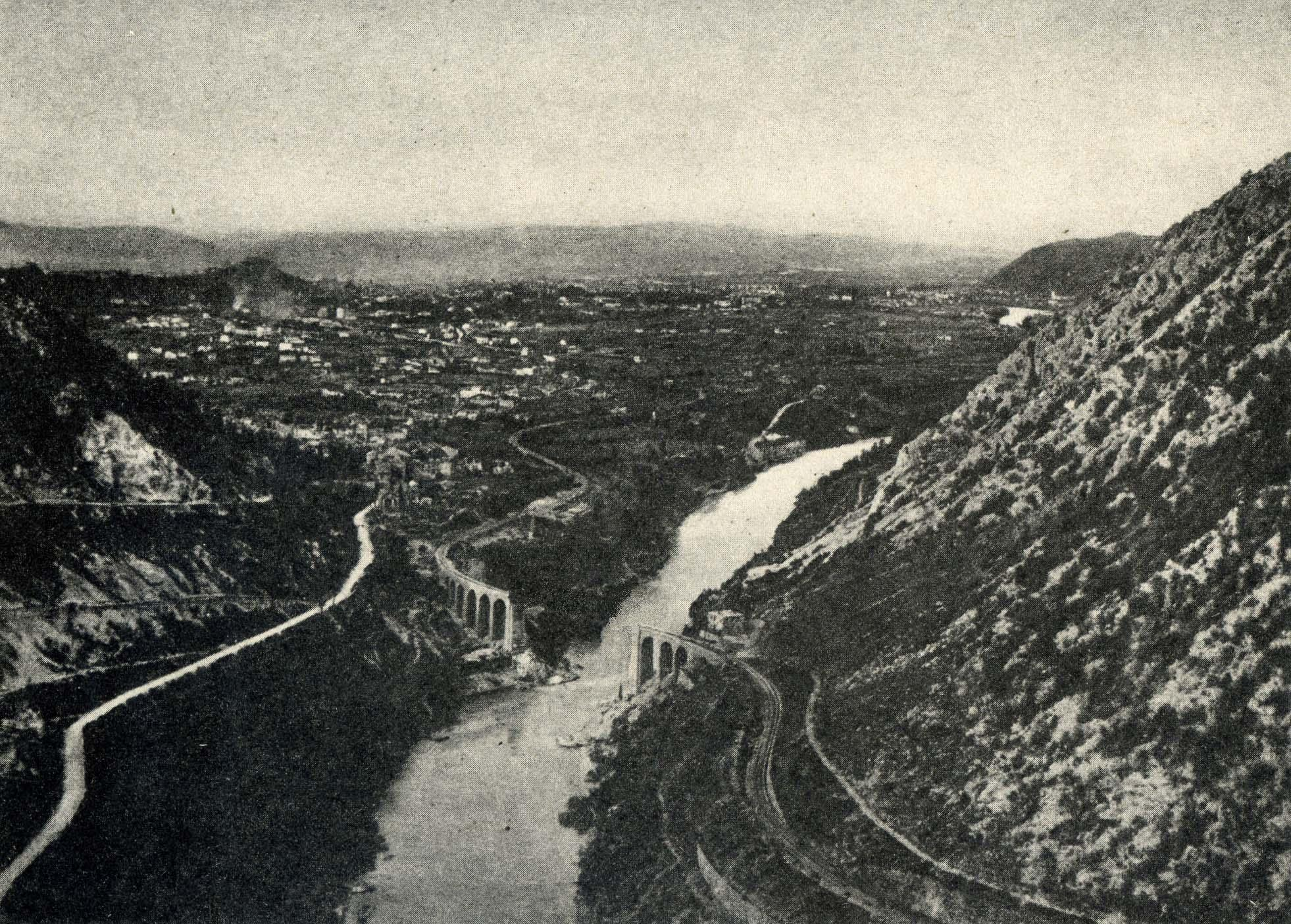
Görz/Gorica et la rivière d'Isonzo.

Les 200 000 italiens, au départ environ deux fois plus nombreux en hommes et en pièces d'artillerie que les Austro-Hongrois, gagnent du terrain lors de la première phase de la bataille. Cependant leur principale offensive, qui débute le 30 juin 1915, se solde par un échec. En effet, les forces italiennes, qui attaquent sur un front de 30 km, n'arrivent à prendre position qu'à un seul endroit sur la rive gauche de l'Isonzo.
Une nouvelle attaque le 5 juillet 1915 donne peu de résultats. Les armées italiennes, la IIe sous les ordres du général Pietro Frugoni et la IIIe du duc d'Aoste, prennent la tête de l'offensive. 
La IIIe armée italienne a pour objectif de rompre le front entre Monfalcone et Sagrado vers le haut plateau de Doberdò pendant que la IIe armée avancerait entre Sabotin et Podgora (it). Le but était de conquérir la tête de pont de Gorizia, de traverser l'Isonzo, de s'emparer des montagnes Kuk et Priznica et de mener également une attaque contre la tête de pont de Tolmin. Malgré sa supériorité numérique, l'armée italienne ne put atteindre aucun de ses buts. À Sagrado seulement elle réussit à pousser jusqu'au haut plateau de Doberdò en avançant de moins de 2 km.
Les Italiens essuient de lourdes pertes : 15 000 à 16 000 hommes, dont 4 000 pour la seule bataille de Gorizia. Les pertes austro-hongroises s'élèvent à 10 000 hommes.
Le 7 juillet 1915 sonne la fin de la première bataille de l'Isonzo.

## Conséquences
Parmi les conséquences de la bataille se trouve la déportation par les troupes austro-hongroises d'une grande partie des populations italiennes des villes de Monfalcone et Sagrado vers des camps d'internement situés plus au nord en particulier dans la ville de Wagna.